# Tatami
Cet article possède un paronyme, voir Éditions Tatamis.

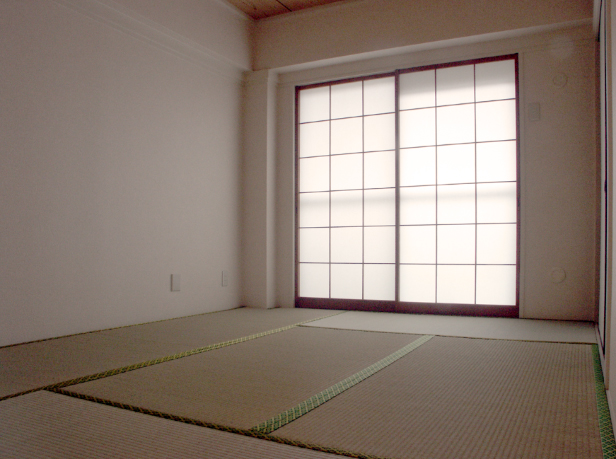
Pièce japonaise washitsu de 6, avec tatami et shōji. L'élément dans le coin gauche présente une découpe, cas assez rare dans les maisons traditionnelles.

Le tatami (畳, littéralement « rempli », « tassé ») est le revêtement de sol traditionnel des washitsu — pièces d'habitation japonaises — mais aussi des temples, etc. Il consiste en un agencement modulable de nattes rembourrées du même nom. Les dimensions sont standardisées si bien que la surface d'une natte est devenue, au Japon, l'unité de mesure des surfaces, le tatami ou jō (畳).
C'est aussi, partout dans le monde, le sol sur lequel se pratiquent les arts martiaux japonais, recouvrant intégralement le sol du dojo et ajoutant de la souplesse par rapport au sol traditionnel.

## Histoire
Le tatami serait purement japonais. Le plus ancien tatami existant date du VIIIe siècle et est conservé au Shōsō-in, la maison du Trésor du temple Tōdai-ji à Nara.
À l'époque Heian (794-1185), le tatami était utilisé par la noblesse. Du XIIe au XVIe siècle, son utilisation se propage. À partir de l'époque Edo (1603-1868), le tatami est utilisé par la classe populaire urbaine, et après l'ère Meiji (1868-1912) par le monde rural.

## Fabrication

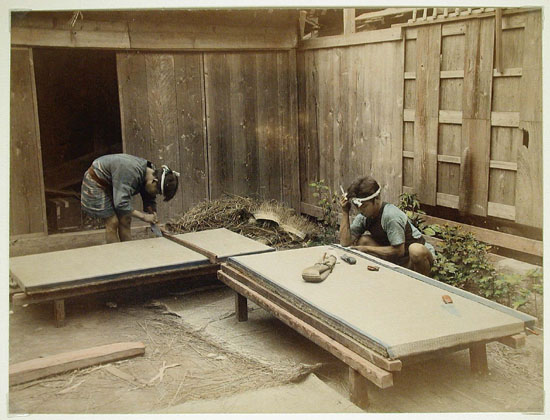
Hommes fabriquant des tatamis vers 1860.

Les tatamis sont traditionnellement fabriqués avec des couches de paille de riz superposées et entrecroisées puis compressées constituant le matelas, appelées tatami-doko, et recouverts d'une natte de paille tissée en Juncus effusus (« jonc épars » ou Igusa) de grande qualité, appelée tatami-omote. L'odeur relativement forte du tatami neuf (la paille est alors verte) s'atténue par la suite. Les bords longitudinaux sont cachés par un ourlet participant à l'esthétique de l'ensemble, appelé tatami-heri. Leur poids varie entre 25  et   30 kg. Leur épaisseur est d'environ 5 cm. Le tatami existe aussi aujourd'hui en matériaux synthétiques : mousse de polystyrène ou fibres flexibles à la place de la paille, et papier ou plastique pour la natte.
La taille standard permet aujourd'hui une production industrielle aisée, mais on trouve encore de nombreux artisans spécialisés dans la pose de ce composant, qu'il s'agisse d'un aménagement d'un nouvel édifice ou tout simplement du remplacement du revêtement de surface, le matelas étant conservé. L'assemblage est mécanisé, le revêtement est cousu sur le chant du matelas sur une machine, ou à la main dans le cas de découpes spéciales.

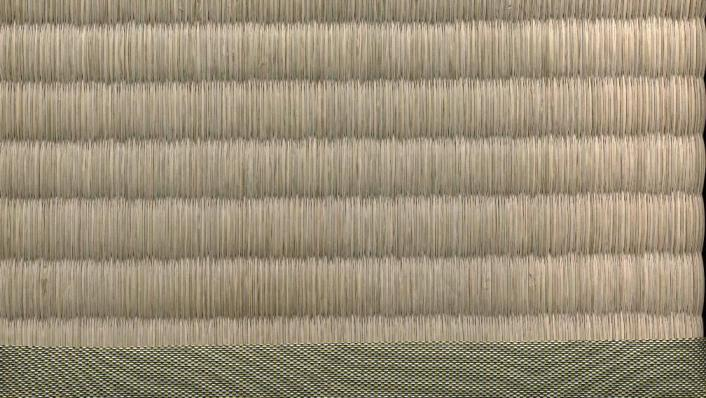
Revêtement du tatami, et son liseré.
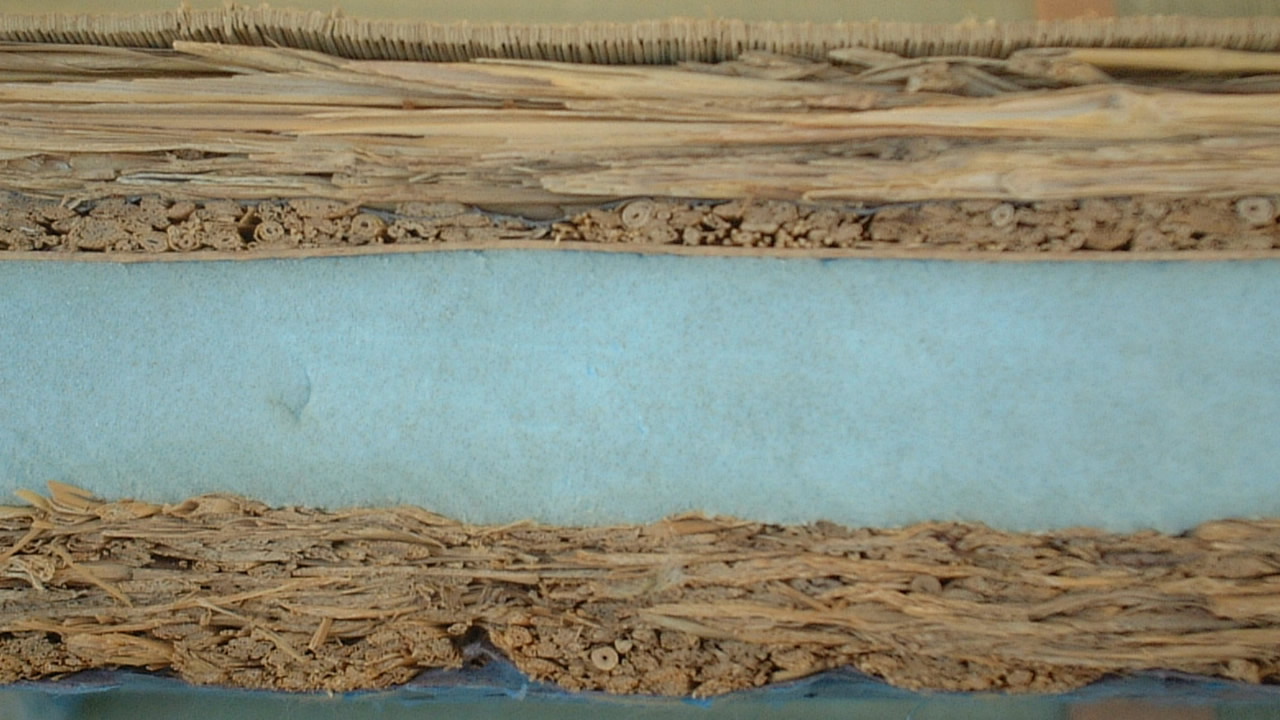
Coupe du matelas d'un tatami moderne.

## Mise en œuvre

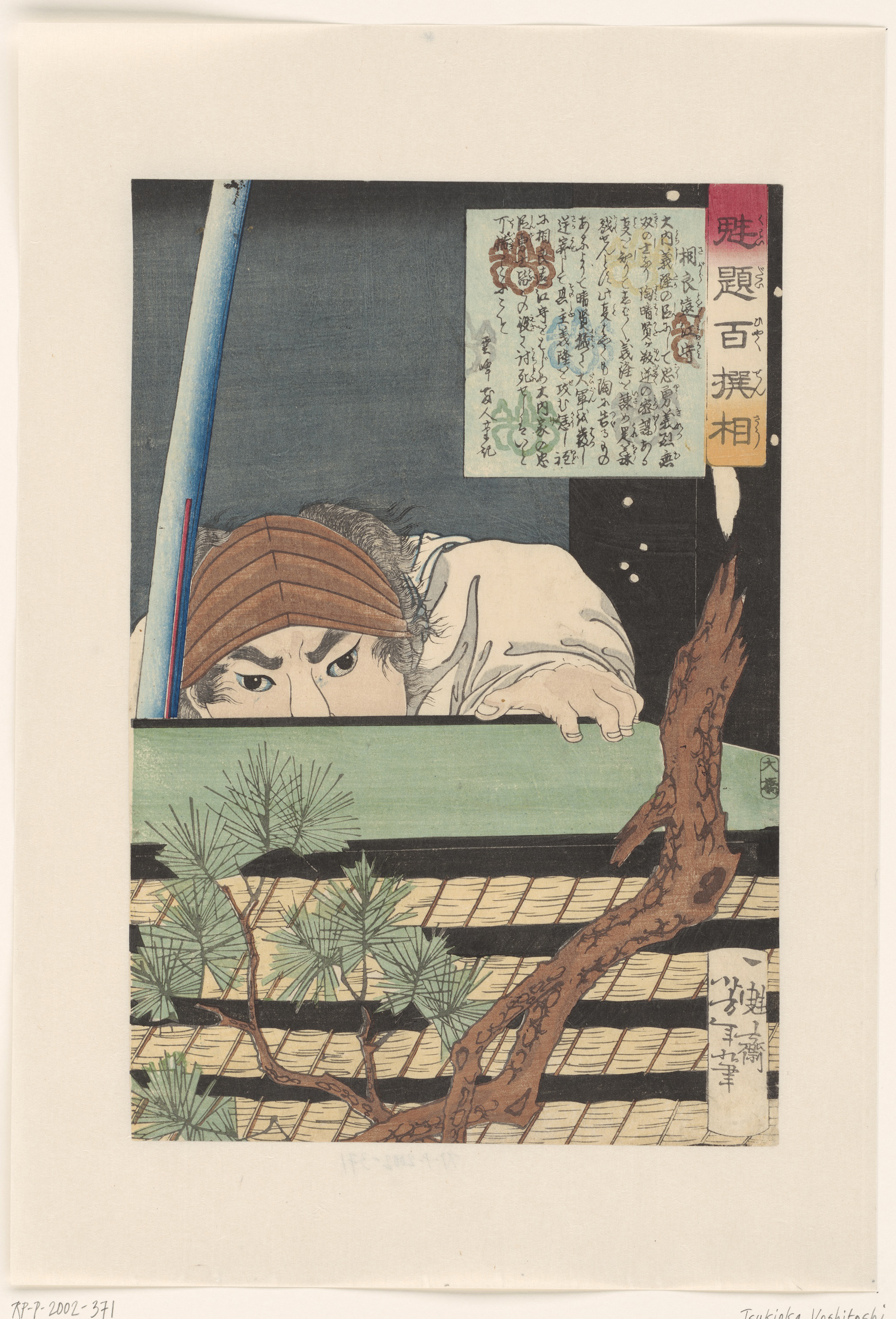
Kami Totomi Sagara se cachant derrière une pile de tatamis.

Le tatami est posé sur un plancher grossier d'accueil s'appuyant lui-même sur la charpente. Il n'est pas fixé mais simplement emboîté en force. Son démontage est aussi rapide que la pose. Un outil plat suffit à soulever le premier élément, on retire ensuite tous les autres sans problème.
De nombreux appartements modernes, construits en béton armé, sont pourvus d'une pièce washitsu. Le sol en béton brut tient alors lieu de plancher.

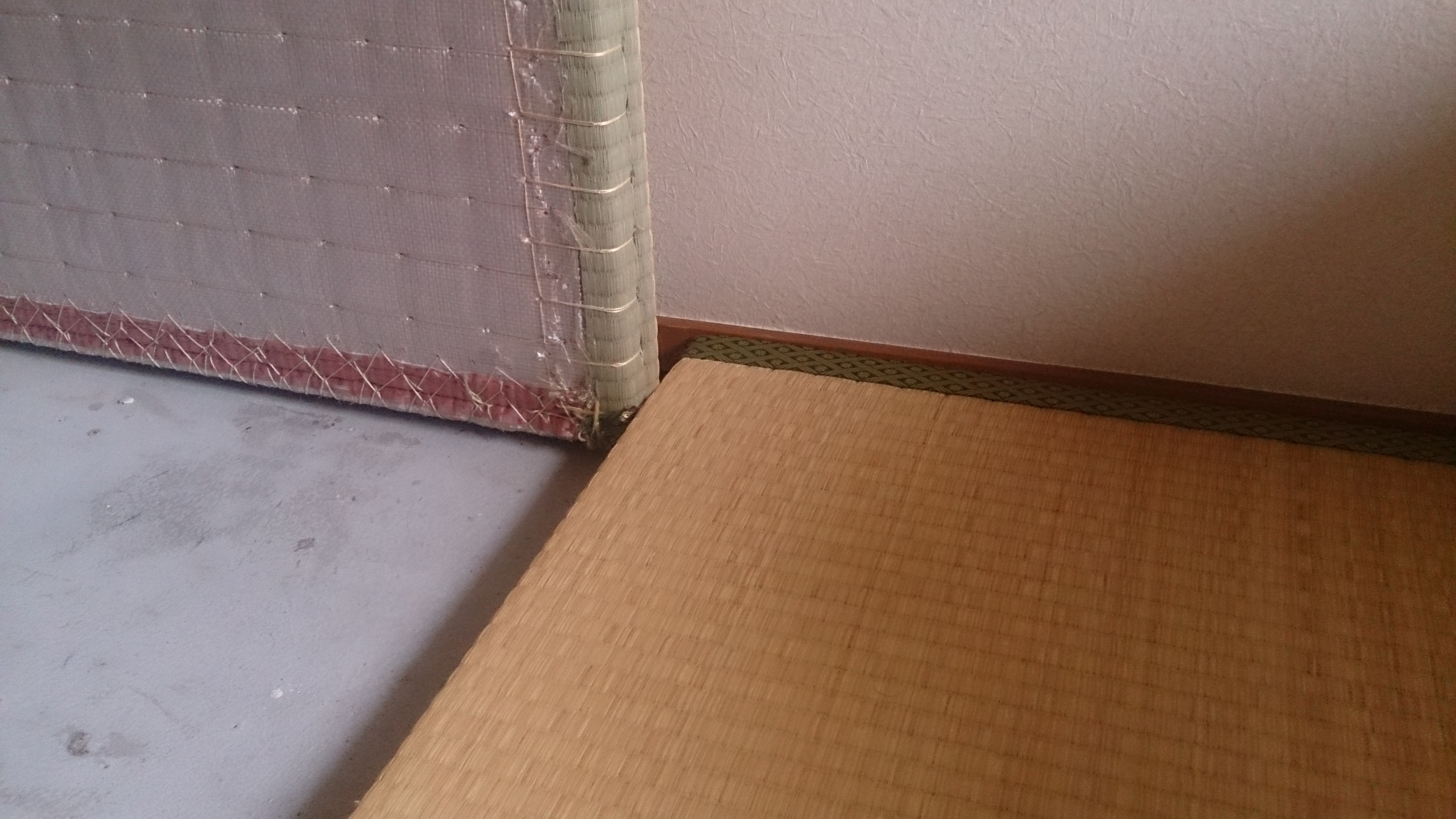
Tatami dans un immeuble moderne, posé sur le béton.
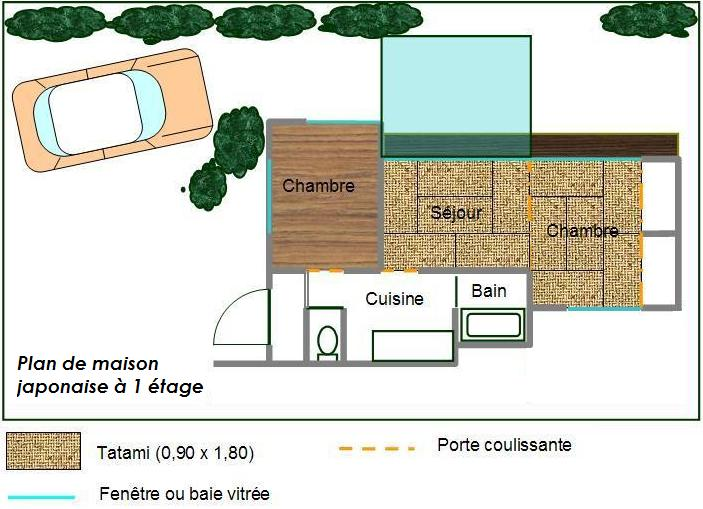
Plan d'une maison avec pièces en tatamis.

## Utilisation

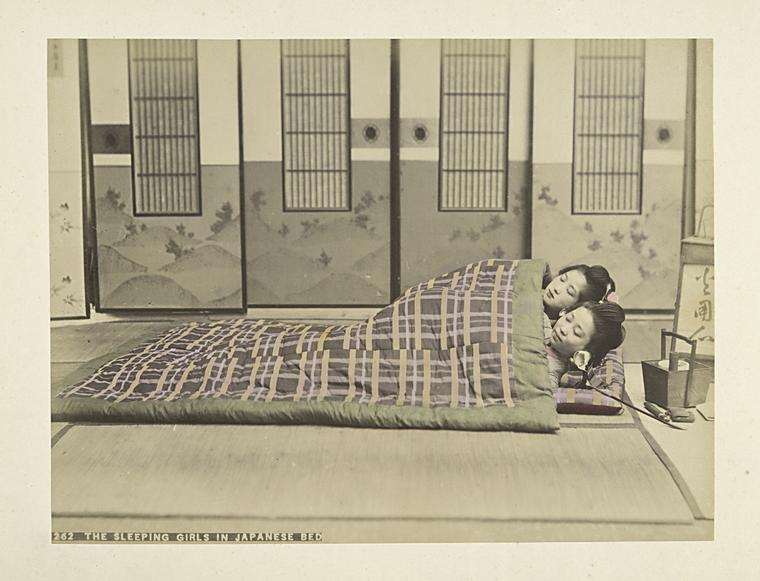
Le tatami, la nuit.

Le revêtement peut supporter plusieurs années s'il est l'objet de soins. On se déchausse obligatoirement (on ne garde pas même les chaussons) avant de pénétrer une pièce en tatami. De couleur vert bambou lorsqu'il est neuf, il devient jaune paille en séchant. Il n'est pas rare d'y voir la trace d'un meuble ou d'un tapis. Son entretien se limite à un époussetage régulier et un nettoyage occasionnel avec un chiffon humide.
Pour dormir, les Japonais déroulent chaque soir leur futon directement sur les tatamis puis le rangent le matin dans le oshiire, gagnant ainsi de la place et permettant au tatami et au futon de s'aérer. L'utilisation de tatamis posés directement sur une moquette est d'ailleurs déconseillée à cause des problèmes d'évacuation de l'humidité.

## Dimensions
Les dimensions traditionnelles du tatami sont 91 × 182 cm soit 1,656 2 m2, mais ces dimensions, si elles conservent toujours le rapport 1:2, peuvent varier quelque peu suivant la région du Japon : ainsi, à Tokyo, leur dimension est de 88 × 176 cm. Ces dimensions fixes en font une unité de mesure pour les pièces, appelée alors jō (畳) mais à notre époque, on mesure plutôt les pièces en unité de deux tatamis c'est-à-dire un tsubo (坪). Encore aujourd'hui, on parle couramment d'une pièce de huit tatamis, comprenez une pièce qui peut accueillir huit tatamis. De ce fait la largeur du tatami devient le module de référence dans la construction de l'habitat traditionnel : les pièces, mais aussi les portes, les fenêtres, les volets, sont dimensionnés dans cette unité.
Les tatamis « traditionnels » vendus dans les magasins occidentaux présentent généralement des dimensions de 70/80/90 × 200 cm, non-conformes au rapport 1:2. Il est donc impossible avec ces tatamis d'adopter une disposition shūgijiki (disposition dans les deux sens).
Dans la pratique des arts martiaux, les tatamis ont une taille standard de 1 × 2 m pour faciliter la constitution d’aires de compétitions normalisées.
La natte pour s'asseoir, posée à même le sol, constitue en Chine le parti le plus répandu de la période des Royaumes combattants et à l'époque Han. Comme c'est encore le cas pour le tatami, la natte, à l'époque Han, sert d'étalon de longueur pour les salles, et il semble que les dimensions des plus communes sont assez proches de celles du tatami japonais actuel.

## Disposition

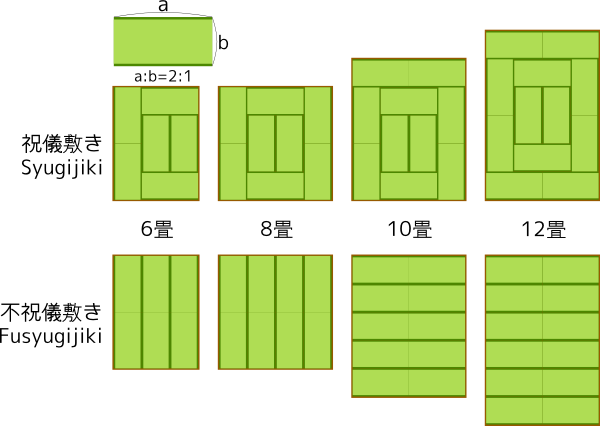

La disposition des tatamis suit certaines conventions : 
- shūgijiki , disposés dans les deux sens ;
- fushūgijiki, disposés en sens unique.

Pour les petites pièces, par exemple de 4,5 tatamis, on peut aussi utiliser des demi-tatamis (91 × 91 cm). 
Sur les fiches descriptives posées dans les agences immobilières, on reconnait les pièces en tatamis par le dessin systématique de la disposition des éléments de tatamis.